# Porte-Dauphine
Porte-Dauphine è il 63º quartiere amministrativo di Parigi, situato nel XVI arrondissement. 
Il quartiere deve il suo nome alla Porte Dauphine.